# Mariel
Mariel è un comune di Cuba, situato nella provincia di Artemisa.

## Geografia fisica
Dista circa 40 chilometri dalla capitale ed è situata a sud-est della baia cui dà il nome.
Il lato orientale della baia ospita il porto e una centrale elettrica mentre il lato occidentale, precedentemente sede di una base sottomarina, è diventato una free trade zone.

## Storia
Quello di Mariel è il porto cubano più vicino agli Stati Uniti. Nel 1980 quasi 125.000 cubani lasciarono Mariel per dirigersi negli USA durante quello che è ricordato come l'esodo di Mariel.